# 1961 na Alemanha
Esta é uma cronologia dos fatos acontecimentos de ano 1961 na Alemanha.

## Eventos
- 13 de agosto: Inicia a construção do Muro de Berlim.[1]
- 24 de agosto: Günter Litfin é a primeira vítima do Muro de Berlin morta a tiros pelas guardas da Alemanha Oriental.[2][3]
- 17 de setembro: As eleições ocorrem para o quarto Parlamento alemão na Alemanha Ocidental.[4]
- 20 de setembro: A Lei de Defesa da República Democrática da Alemanha é aprovada pelo Parlamento.
- 11 de dezembro: O ex-tenente-coronel da SS, Adolf Eichmann, é condenado à morte em Jerusalém e executado no fim de maio de 1962.[4]